# Songea (MC)
Songea (MC) (Songea Municipal Council, auch Songea Mjini genannt) ist ein Distrikt der tansanischen Region Ruvuma. Er grenzt im Osten an den Distrikt Namtumbo und wird sonst vollständig vom Distrikt Songea (DC) umschlossen. Im Distrikt befinden sich auch die Verwaltungszentren der Region Ruvuma und des Distriktes Songea (DC).

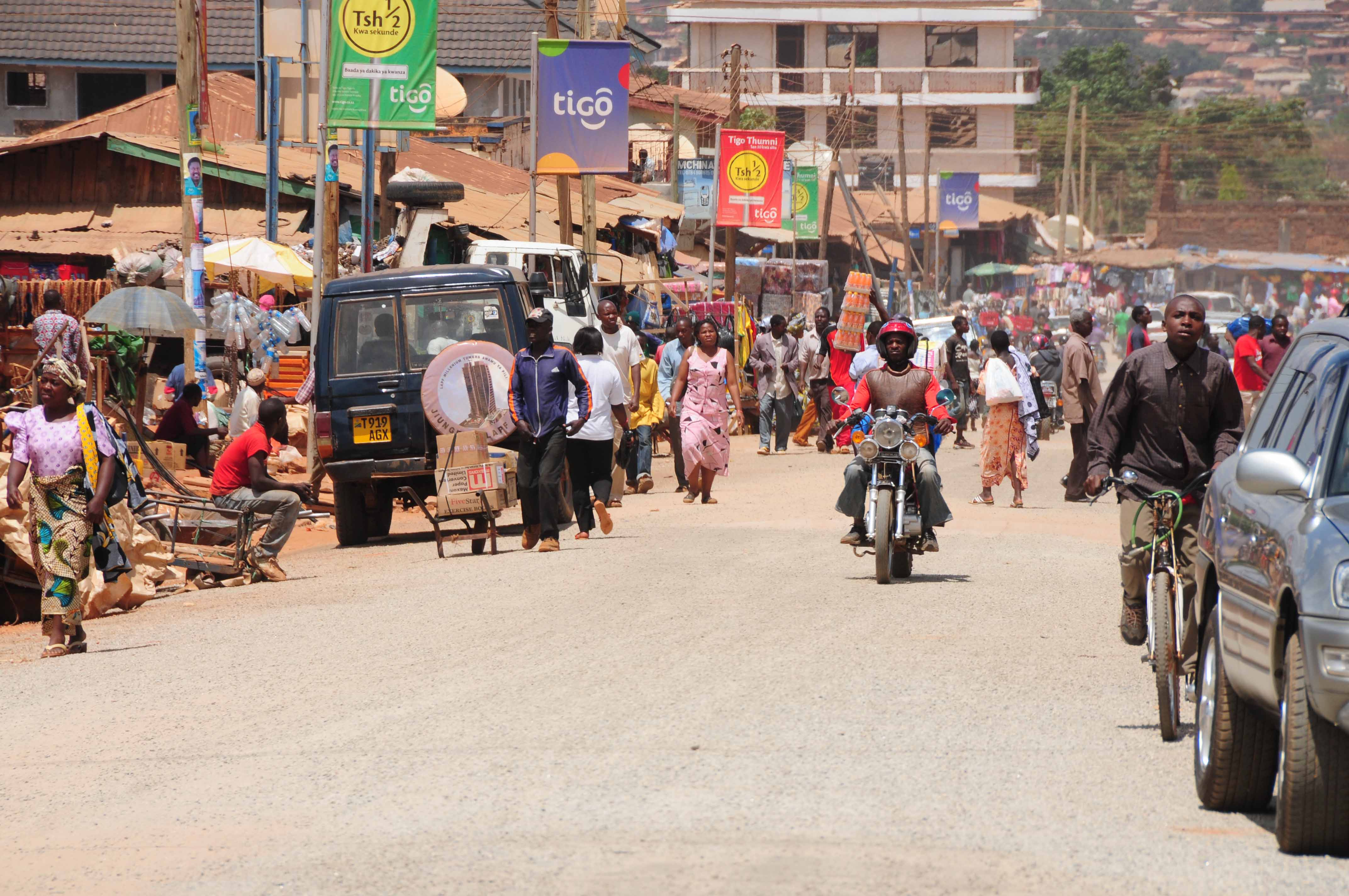
Straßenszene in Songea

## Geographie
Der Distrikt hat eine Fläche von 616 Quadratkilometern, wovon 46 Quadratkilometer bewaldet sind, und 286.285  Einwohner (Volkszählung 2022). Das Land ist hügelig und liegt großteils auf einer Meereshöhe zwischen 900 und 1100 Metern. Im Südosten steigt das Matogoro-Gebirge auf 1500 Meter an. Die Entwässerung erfolgt über die Flüsse Ruvuma, Luwawasi und Ruhila.
Das Klima in Songea ist gemäßigt warm, es wird in der effektiven Klimaklassifikation als Cwa bezeichnet. Starke Niederschläge von mehr als 200 Millimeter im Monat fallen von Dezember bis März, in den Monaten Juni bis September regnet es weniger als 10 Millimeter monatlich. Die Durchschnittstemperatur liegt zwischen 17,4 Grad Celsius im Juli und 23,6 Grad im November.

## Geschichte
Die heute in Songea lebende Ethnie der Ngoni wanderte ursprünglich aus Südafrika ein und vertrieb die hier lebenden Ndendeule. Sie ließen sich hier wegen des fruchtbaren Landes und des günstigen Klimas nieder. Der Name „Songea“ stammt von einem Führer der Ngoni. Der Distrikt wurde 2006 zum Municipal Council (MC) erhoben.

## Verwaltungsgliederung
Songea (MC) ist in 21 Bezirke (Kata) gegliedert:
- Lizaboni
- Bombambili
- Lilambo
- Majengo
- Matarawe
- Mateka
- Mjini
- Mfaranyaki
- Matogoro
- Mjimwema
- Misufini
- Mshangano
- Mletele
- Msamala
- Mwengemshindo
- Ruvuma
- Subira
- Ruhuwiko
- Seedfarm
- Tanga
- Ndilimalitembo

## Bevölkerung
Die größte ethnische Gruppe im Distrikt sind Angehörige der Ngoni, einer Untergruppe der Zulu. Die Bevölkerungszahl stieg von 131.336 bei der Volkszählung 2002 auf 203.309 bei der Zählung 2012 und auf 286.285 im Jahr 2022.

## Einrichtungen und Dienstleistungen
- Bildung: Im Distrikt liegen 81 Grundschulen, die im Jahr 2016  von 47.000 Schülern besucht wurden. Diese wurden von 1.200 Lehrkräften unterrichtet. Von den 40 weiterführenden Schulen waren 24 öffentlich und 16 Privatschulen. Sie wurden von 14.000 Studenten besucht.[7]
- Gesundheit: Für die medizinische Versorgung der Bevölkerung gibt es 1 Krankenhaus, 3 Gesundheitszentren und 28 Apotheken. Von den Gesundheitszentren werden 2 staatlich und 1 von einer Glaubensgemeinschaft geführt. Im Jahr 2015 war Malaria das häufigste Krankheitsbild mit mehr als einem Viertel der Behandlungen.[8]

## Wirtschaft und Infrastruktur
- Landwirtschaft: Die Landwirtschaft ist der wichtigste Wirtschaftszweig. Zur Selbstversorgung werden Reis, Mais, Maniok, Hülsenfrüchte, Süßkartoffeln, Hirse, Bohnen, Bananen und Gemüse angebaut. Verkauft werden vor allem Sonnenblumen, Kaffee, Tabak, Erdnüsse, Sesam, Sojabohnen und Erbsen. Die wichtigsten Früchte sind Orangen, Zitronen, Papaya, Avocado und Mango.[9] Im Jahr 2016 wurden 8000 Schweine, 5000 Rinder und 5000 Ziegen geschlachtet.[10]

- Wald: Rund 4000 Hektar, das sind 5 Prozent der Fläche, sind bewaldet. Der Großteil davon ist als Wassereinzugsgebiet geschützt, 300 Hektar sind Naturschutzgebiet und 200 Hektar dienen der Holzgewinnung[11]
- Produktionssektor: Im Distrikt befinden sich nur kleine und mittlere Unternehmungen zur Möbelerzeugung, Tabakverarbeitung, Spenglereien und Kunsthandwerker.[11]
- Straßen: Sowohl für Menschen als auch für Güter sind die Straßen das wichtigste Transportmittel. Von Songea gehen sternförmig Straßen aus: Nach Norden die asphaltierte Nationalstraße T6 nach Makambako, nach Osten die asphaltierte Nationalstraße nach Mtwara, nach Westen die ebenfalls asphaltierte Nationalstraße zum Malawisee. Nicht asphaltierte Nationalstraßen führen nach Nordosten nach Morogoro  und nach Süden nach Mosambik.[12][13]

- Flughafen: Im Westen der Stadt liegt ein kleiner Flughafen mit dem IATA-Code SGX und dem ICAO-Code HTSO in einer Meereshöhe von 1050 Metern.[14]

## Politik
Zum Vorsitzenden des Stadtrates wurde 2020 Michael Leodgar Mbano gewählt.